# Mariner of the Seas
Die Mariner of the Seas ist ein Kreuzfahrtschiff im Eigentum der Royal Caribbean Cruises Ltd., von Royal Caribbean International betrieben. Mit einer Länge von 311,1 m gehört es zu den größten Kreuzfahrtschiffen der Welt. Das Schiff zählt zur Voyager-Klasse und hat 4 Schwesterschiffe. Sein Bau kostete 650 Mio. US-Dollar. Seine Höchstgeschwindigkeit beträgt 23 kn (44 km/h). Es fährt unter der Flagge der Bahamas. Seine Jungfernreise begann am 16. November 2003. 2011 und 2012 war das Schiff auch in europäischen Gewässern unterwegs. Ab Civitavecchia (bei Rom) fuhr die Mariner of the Seas Häfen im westlichen und östlichen Mittelmeer sowie Ziele im nahen Osten an. Im Winter fährt das Schiff in der Karibik.
Im Jahr 2013 wurde sie als zweites Schiff der Voyager-Klasse in Südostasien eingesetzt, wo sie vorwiegend ab Shanghai, teilweise auch ab Singapur eingesetzt wird. Vorher wird sie Transatlantikreisen und eine Transitreise durch den Sueskanal über Dubai durchführen.
2018 wurde das Schiff für 120 Mio. US$ überholt.
Am 25. Juni 2023 kam es zu einem Zwischenfall auf dem Weg von Port Canaveral, USA, nach Curaçao, als eine weibliche Passagierin von Bord stürzte. Die Frau konnte nach kurzer Zeit von einem Rettungsboot des Schiffes gerettet werden.